# Цзишуй
Цзишуй (кит. упр. 济水, пиньинь Jǐshǔi) — когда-то существовавшая река в Китае, брала начало в Цзиюань провинции Хэнань; в народе её ещё называли Дацинхэ (кит. 大清河).
В древности она являлась одной из четырёх крупнейших рек Китая (наряду с Хуанхэ, Янцзы и Хуайхэ), однако впоследствии Хуанхэ сменила своё русло, и то русло, по которому Хуанхэ впадает в море сейчас — это и есть старое русло реки Цзишуй. 
От реки Цзишуй получили свои названия такие стоящие/стоявшие на ней города, как Цзиюань, Цзинань, Цзинин и Цзиян.